# Артеева, Матрёна Трофимовна
Матрёна Трофимовна Артеева — советский политический деятель, депутат Верховного Совета СССР 1-го созыва (1938—1946).

## Биография
Родилась в 1898 году в Сизябской волости Печорского уезда. Коми.
С 1910 года — на хозяйственной, общественной и политической работе. В 1910—1953 годах — на работах у зажиточных оленеводов, вступила в колхоз «Трактор», телятница и передовик производства колхоза, бригадир фермы колхоза «Трактор».

### Политическая деятельность
Была избрана депутатом Верховного Совета СССР 1-го созыва от Коми АССР в Совет Национальностей в результате выборов 12 декабря 1937 года.